# 1948年ロンドンオリンピックのエジプト選手団
1948年ロンドンオリンピックのエジプト選手団（1948ねんロンドンオリンピックのエジプトせんしゅだん）は、1948年7月29日から8月14日にかけてイギリスの首都ロンドンで開催された1948年ロンドンオリンピックのエジプト選手団、およびその競技結果。

## メダル
| メダル | 選手名         | 競技                 | 種目                         |
| ------ | -------------- | -------------------- | ---------------------------- |
| 金     | Ibrahim Shams  | ウエイトリフティング | ライト級                     |
| 金     | Mahmoud Fayad  | ウエイトリフティング | フェザー級                   |
| 銀     | Attia Hamouda  | ウエイトリフティング | ライト級                     |
| 銀     | Mahmoud Hassan | レスリング           | グレコローマンバンタム級     |
| 銅     | Ibrahim Orabi  | レスリング           | グレコローマンライトヘビー級 |